# Ploskochodec
Ploskochodec je čtyřnožec, který při pohybu staví na celé autopodium (od zápěstí ke konečkům prstů, resp. od paty k prstcům). Tato skupina bývá taktéž označována jako plantigrada (z latinského planta „chodidlo“ a gradi „jít“). Jejich končetina má nejčastěji pět funkčních prstů. Navíc je autopodium často relativně delší oproti zeugopodiu (předloktí, resp. bérec). Zeugopodium je zpravidla přibližně stejně dlouhé jako stylopodium (nadloktí, resp.stehno).
Mezi ploskochodce patří např. hmyzožravci, hlodavci či medvědovití.